# Hundertleiten
Hundertleiten ist eine Ortschaft der Großgemeinde Ardagger in Niederösterreich.
Das Dorf liegt östlich von Stephanshart in dessen Katastralgemeinde. Es besteht aus einigen landwirtschaftlichen Anwesen und ist über die Landesstraße L6064 erreichbar.

## Geschichte
Laut Adressbuch von Österreich waren im Jahr 1938 in Hundertleiten ein Binder und einige Landwirte ansässig.